# Hội đồng quản trị
Hội đồng quản trị là cơ quan quản lý công ty, có toàn quyền nhân danh công ty để quyết định, thực hiện các quyền và nghĩa vụ của công ty không thuộc thẩm quyền của Đại hội đồng cổ đông.
Chỉ trong cơ cấu tổ chức của Công ty Cổ phần mới có Hội đồng Quản trị. Trong công ty cổ phần thì Đại hội cổ đông là cơ quan quyết định cao nhất của công ty, tiếp đến là Hội đồng Quản trị.

## Các quyền và nhiệm vụ
Hội đồng Quản trị có các quyền và nhiệm vụ được quy định cụ thể tại khoản 2 Điều 153 Luật doanh nghiệp Việt Nam:
- Quyết định chiến lược, kế hoạch phát triển trung hạn và kế hoạch kinh doanh hằng năm của công ty;
- Kiến nghị loại cổ phần và tổng số cổ phần được quyền chào bán của từng loại;
- Quyết định chào bán cổ phần mới trong phạm vi số cổ phần được quyền chào bán của từng loại; quyết định huy động thêm vốn theo hình thức khác;
- Quyết định giá chào bán cổ phần và trái phiếu của công ty;
- Quyết định mua lại cổ phần theo quy định tại khoản 1 Điều 91 của Luật này;
- Quyết định phương án đầu tư và dự án đầu tư trong thẩm quyền và giới hạn theo quy định của Luật này hoặc Điều lệ công ty;
- Quyết định giải pháp phát triển thị trường, tiếp thị và công nghệ; thông qua hợp đồng mua, bán, vay, cho vay và hợp đồng khác có giá trị bằng hoặc lớn hơn 50% tổng giá trị tài sản được ghi trong báo cáo tài chính gần nhất của công ty hoặc một tỷ lệ khác nhỏ hơn quy định tại Điều lệ công ty, trừ hợp đồng và giao dịch quy định tại khoản 1 và khoản 3 Điều 120 của Luật này;
- Bổ nhiệm, miễn nhiệm, cách chức, ký hợp đồng, chấm dứt hợp đồng đối với Giám đốc hoặc Tổng giám đốc và người quản lý quan trọng khác do Điều lệ công ty quy định; quyết định mức lương và lợi ích khác của những người quản lý đó; cử người đại diện theo uỷ quyền thực hiện quyền sở hữu cổ phần hoặc phần vốn góp ở công ty khác, quyết định mức thù lao và lợi ích khác của những người đó;
- Giám sát, chỉ đạo Giám đốc hoặc Tổng giám đốc và người quản lý khác trong điều hành công việc kinh doanh hằng ngày của công ty;
- Quyết định cơ cấu tổ chức, quy chế quản lý nội bộ công ty, quyết định thành lập công ty con, lập chi nhánh, văn phòng đại diện và việc góp vốn, mua cổ phần của doanh nghiệp khác;
- Duyệt chương trình, nội dung tài liệu phục vụ họp Đại hội đồng cổ đông, triệu tập họp Đại hội đồng cổ đông hoặc lấy ý kiến để Đại hội đồng cổ đông thông qua quyết định;
- ) Trình báo cáo quyết toán tài chính hằng năm lên Đại hội đồng cổ đông;
- Kiến nghị mức cổ tức được trả; quyết định thời hạn và thủ tục trả cổ tức hoặc xử lý lỗ phát sinh trong quá trình kinh doanh;
- Kiến nghị việc tổ chức lại, giải thể hoặc yêu cầu phá sản công ty;
- Các quyền và nhiệm vụ khác theo quy định của Luật này và Điều lệ công ty

## Nhiệm kỳ và số lượng thành viên
Hội đồng Quản trị có không ít hơn ba thành viên và không quá 11 thành viên.
Nhiệm kỳ của Hội đồng Quản trị là 5 năm. Nhiệm kỳ của Thành viên Hội đồng Quản trị không quá 5 năm; thành viên Hội đồng Quản trị có thể được bầu lại với số nhiệm kỳ không hạn chế.
Trường hợp có thành viên được bầu bổ sung hoặc thay thể thành viên bị miễn nhiệm, bãi nhiệm trong thời hạn nhiệm kỳ, thì nhiệm kỳ của thành viên đó là thời hạn còn lại của nhiệm kỳ Hội đồng quản trị.
Thành viên Hội đồng Quản trị không nhất thiết phải là cổ đông của Công ty.

## Quan hệ với Ban giám đốc
Thông thường Hội đồng quản trị không được và không nên can thiệp vào hoạt động hàng ngày của Ban giám đốc, song trong nhiều trường hợp việc này vẫn xảy ra.
Hội đồng này có thể lấn quyền Ban giám đốc và cũng có thể làm thay Ban giám đốc. Điều này thường diễn ra ở các công ty nhỏ, công ty gia đình, công ty hoạt động không đúng nề nếp cần có cũng như các công ty thiếu tính minh bạch trong quản trị.
Ngược lại, có không ít trường hợp các Hội đồng Quản trị quá yếu kém nên quyền hành hoàn toàn nằm trong tay Ban giám đốc.Vụ bê bối Enron là dẫn chứng điển hình.
Tại Việt Nam, trong các công ty nhà nước, vai trò của Hội đồng Quản trị cũng luôn lu mờ, thậm chí chỉ là hình thức do họ thường chỉ được chỉ định để đại diện cho phần vốn của nhà nước chứ không thực sự là các ông chủ của công ty.

## Chủ tịch hội đồng quản trị
Chủ tịch hội đồng quản trị là người có quyền và nghĩa vụ sau:
1. Lập chương trình, kế hoạch hoạt động của Hội đồng quản trị;
2. Chuẩn bị hoặc tổ chức việc chuẩn bị chương trình, nội dung, tài liệu phục vụ cuộc họp, triệu tập và chủ tọa cuộc họp Hội đồng quản trị;
3. Tổ chức việc thông qua quyết định của Hội đồng quản trị;
4. Giám sát quá trình tổ chức thực hiện các quyết định của Hội đồng quản trị;
5. Chủ tọa họp Đại hội đồng cổ đông;
6. Các quyền và nhiệm vụ khác theo quy định của Luật doanh nghiệp và Điều lệ công ty.